# Momcził junak
Momcził junak (bułg. Момчил юнак) – schronisko turystyczne w Bułgarii, położone w paśmie górskim Rodopów, na wysokości 1680 m n.p.m., ok. 15 km od Momcziłowci. Znajduje się na trasie dalekobieżnego europejskiego szlaku turystycznego E8.
Zostało wybudowane w 1940 roku przez spółkę turystyczną Karłyk.
Kompleks składa się z dwupiętrowego budynku posiadającego kuchnię, jadalnię, łazienkę i 12 łóżek oraz 4 bungalowów z 32 łóżkami.